# 알 라드
알 라드는 꾸란의 13번째 수라(장)이다.
메디나에서 계시된 43구절로 이뤄져 있으며 죽은 자를 부활시키는 창조주의 능력을 드러내고 있다.
또, 이 수라는 최후로 선택된 예언자는 하나님의 메시지라는 사실과 함께 그가 인류에게 보내어진 선지자라고 분명히 밝히며 끝을 맺는다.
| 이 전 유수프 (수라) | 수라 13 (아랍어 원문) | 다 음 이브라힘 (수라) |
| 1 2 3 4 5 6 7 8 9 10 11 12 13 14 15 16 17 18 19 20 21 22 23 24 25 26 27 28 29 30 31 32 33 34 35 36 37 38 39 40 41 42 43 44 45 46 47 48 49 50 51 52 53 54 55 56 57 58 59 60 61 62 63 64 65 66 67 68 69 70 71 72 73 74 75 76 77 78 79 80 81 82 83 84 85 86 87 88 89 90 91 92 93 94 95 96 97 98 99 100 101 102 103 104 105 106 107 108 109 110 111 112 113 114 |                       |                       |